# Metropolia Saragossy
Metropolia Saragossy – jedna z 13 metropolii Kościoła Rzymskokatolickiego w Hiszpanii. Została erygowana 14 lipca 1318.

## Diecezje
- Archidiecezja Saragossy
  - Diecezja Barbastro-Monzón
  - Diecezja Huesca
  - Diecezja Tarazona
  - Diecezja Teruel i Albarracín